# Grande Prêmio da Austrália de 2006
Resultados do Grande Prêmio da Austrália de Fórmula 1 realizado em Melbourne em 2 de abril de 2006. Terceira etapa da temporada, foi vencido pelo espanhol Fernando Alonso, da Renault.

## Resumo
Scott Speed terminou em oitavo, mas foi acrescentado 25 segundos em seu tempo de corrida por não obedecer bandeiras amarelas. Speed também foi multado em $5000 por usar linguagem abusiva durante uma audiência pós-corrida.
Jenson Button abandonou próximo a linha de chegada devido ao problema no motor. Como faltou uma volta para completar a prova, Button foi classificado em décimo lugar.
Giancarlo Fisichella largou do pit lane.
Juan Pablo Montoya rodou na volta de apresentação, porém foi capaz de voltar para o quinto (depois quarto) lugar no grid devido ao problema de Fisichella.
Ralf Schumacher foi punido com um drive-through por passar acima do limite de velocidade estabelecido no pit lane, mas ao fim da prova conquistou seu último pódio.

## Pilotos de sexta-feira
| Construtor          | N° | Piloto            |
| ------------------- | -- | ----------------- |
| Williams-Cosworth   | 35 | Alexander Wurz    |
| Honda               | 36 | Anthony Davidson  |
| Red Bull-Ferrari    | 37 | Robert Doornbos   |
| BMW Sauber          | 38 | Robert Kubica     |
| Midland-Toyota      | 39 | Markus Winkelhock |
| Toro Rosso-Cosworth | 40 | Neel Jani         |
| Super Aguri-Honda   | -  | n/a               |

## Classificação da prova

### Treinos classificatórios
| Pos.   | Nº | Piloto               | Equipe              | Q1       | Q2         | Q3         | Grid |
| ------ | -- | -------------------- | ------------------- | -------- | ---------- | ---------- | ---- |
| 1      | 12 | Jenson Button        | Honda               | 1:28.081 | 1:26.337   | 1:25.229   | 1    |
| 2      | 2  | Giancarlo Fisichella | Renault             | 1:27.765 | 1:26.196   | 1:25.635   | 2    |
| 3      | 1  | Fernando Alonso      | Renault             | 1:28.569 | 1:25.729   | 1:25.778   | 3    |
| 4      | 3  | Kimi Räikkönen       | McLaren-Mercedes    | 1:27.193 | 1:26.161   | 1:25.822   | 4    |
| 5      | 4  | Juan Pablo Montoya   | McLaren-Mercedes    | 1:27.079 | 1:25.902   | 1:25.976   | 5    |
| 6      | 7  | Ralf Schumacher      | Toyota              | 1:28.007 | 1:26.596   | 1:26.612   | 6    |
| 7      | 9  | Mark Webber          | Williams-Cosworth   | 1:27.669 | 1:26.075   | 1:26.937   | 7    |
| 8      | 16 | Nick Heidfeld        | BMW Sauber          | 1:27.796 | 1:26.014   | 1:27.579   | 8    |
| 9      | 17 | Jacques Villeneuve   | BMW Sauber          | 1:28.460 | 1:26.714   | 1:29.239   | 191  |
| 10     | 8  | Jarno Trulli         | Toyota              | 1:27.748 | 1:26.327   | sem tempo2 | 9    |
| 11     | 5  | Michael Schumacher   | Ferrari             | 1:28.228 | 1:26.718   |            | 10   |
| 12     | 14 | David Coulthard      | Red Bull-Ferrari    | 1:28.408 | 1:27.023   |            | 11   |
| 13     | 20 | Vitantonio Liuzzi    | Toro Rosso-Cosworth | 1:28.999 | 1:27.219   |            | 12   |
| 14     | 15 | Christian Klien      | Red Bull-Ferrari    | 1:28.757 | 1:27.591   |            | 13   |
| 15     | 10 | Nico Rosberg         | Williams-Cosworth   | 1:28.351 | 1:29.422   |            | 14   |
| 16     | 6  | Felipe Massa         | Ferrari             | 1:28.868 | sem tempo3 |            | 15   |
| 17     | 11 | Rubens Barrichello   | Honda               | 1:29.943 |            |            | 16   |
| 18     | 19 | Christijan Albers    | Midland-Toyota      | 1:30.226 |            |            | 17   |
| 19     | 21 | Scott Speed          | Toro Rosso-Cosworth | 1:30.426 |            |            | 18   |
| 20     | 18 | Tiago Monteiro       | Midland-Toyota      | 1:30.709 |            |            | 20   |
| 21     | 22 | Takuma Sato          | Super Aguri-Honda   | 1:32.279 |            |            | 21   |
| 22     | 23 | Yuji Ide             | Super Aguri-Honda   | 1:36.164 |            |            | 22   |
| Fonte: |    |                      |                     |          |            |            |      |

Notas
Jacques Villeneuve mudou de motor no treino de sexta-feira, e foi punido com a perda de dez posições no grid de largada, assim largando em 19°.
Jarno Trulli qualificou-se para a parte final do treino, mas não completou uma volta cronometrada devido a problemas na caixa de câmbio.
Felipe Massa perdeu o controle de sua Ferrari durante a segunda sessão de qualificação (Q2) depois de atingir o meio-fio na curva 11 e bater com o carro na mureta. Isso também fez com que a sessão ficasse sob bandeira vermelha por algum tempo.

### Corrida
| Pos.   | Nº | Piloto               | Construtor          | Voltas | Tempo/Diferença | Grid | Pontos |
| ------ | -- | -------------------- | ------------------- | ------ | --------------- | ---- | ------ |
| 1      | 1  | Fernando Alonso      | Renault             | 57     | 1:34:27.870     | 3    | 10     |
| 2      | 3  | Kimi Räikkönen       | McLaren-Mercedes    | 57     | + 1.829         | 4    | 8      |
| 3      | 7  | Ralf Schumacher      | Toyota              | 57     | + 24.824        | 6    | 6      |
| 4      | 16 | Nick Heidfeld        | BMW Sauber          | 57     | + 31.032        | 8    | 5      |
| 5      | 2  | Giancarlo Fisichella | Renault             | 57     | + 38.421        | 2    | 4      |
| 6      | 17 | Jacques Villeneuve   | BMW Sauber          | 57     | + 49.554        | 19   | 3      |
| 7      | 11 | Rubens Barrichello   | Honda               | 57     | + 51.904        | 16   | 2      |
| 8      | 14 | David Coulthard      | Red Bull-Ferrari    | 57     | + 53.983        | 11   | 1      |
| 9      | 21 | Scott Speed          | Toro Rosso-Cosworth | 57     | + 1:18.817      | 18   |        |
| 10     | 12 | Jenson Button        | Honda               | 56     | + 1 volta       | 1    |        |
| 11     | 19 | Christijan Albers    | Midland-Toyota      | 56     | + 1 volta       | 17   |        |
| 12     | 22 | Takuma Sato          | Super Aguri-Honda   | 55     | + 2 voltas      | 21   |        |
| 13     | 23 | Yuji Ide             | Super Aguri-Honda   | 54     | + 3 voltas      | 22   |        |
| Ret    | 4  | Juan Pablo Montoya   | McLaren-Mercedes    | 46     | Pane elétrica   | 5    |        |
| Ret    | 18 | Tiago Monteiro       | Midland-Toyota      | 39     | Pane hidráulica | 20   |        |
| Ret    | 20 | Vitantonio Liuzzi    | Toro Rosso-Cosworth | 37     | Acidente        | 12   |        |
| Ret    | 5  | Michael Schumacher   | Ferrari             | 32     | Acidente        | 10   |        |
| Ret    | 9  | Mark Webber          | Williams-Cosworth   | 22     | Transmissão     | 7    |        |
| Ret    | 15 | Christian Klien      | Red Bull-Ferrari    | 4      | Acidente        | 13   |        |
| Ret    | 8  | Jarno Trulli         | Toyota              | 0      | Colisão         | 9    |        |
| Ret    | 10 | Nico Rosberg         | Williams-Cosworth   | 0      | Colisão         | 14   |        |
| Ret    | 6  | Felipe Massa         | Ferrari             | 0      | Colisão         | 15   |        |
| Fonte: |    |                      |                     |        |                 |      |        |

## Tabela do campeonato após a corrida
| Pos.   | Piloto               | Pontos |
| ------ | -------------------- | ------ |
| 1      | Fernando Alonso      | 28     |
| 2      | Giancarlo Fisichella | 14     |
| 3      | Kimi Räikkönen       | 14     |
| 4      | Michael Schumacher   | 11     |
| 5      | Jenson Button        | 11     |
| Fonte: |                      |        |

| Pos.   | Construtor       | Pontos |
| ------ | ---------------- | ------ |
| 1      | Renault          | 42     |
| 2      | McLaren–Mercedes | 23     |
| 3      | Ferrari          | 15     |
| 4      | Honda            | 13     |
| 5      | BMW Sauber       | 10     |
| Fonte: |                  |        |

- Nota: Somente as primeiras cinco posições estão listadas.